# Aderus coomani
Aderus coomani es una especie de coleóptero de la familia Aderidae. Fue descrita científicamente por Maurice Pic en 1923.

## Distribución geográfica
Habita en Vietnam.